# Mistrzostwa Świata w Wioślarstwie 2009 – dwójka podwójna kobiet
Dwójka podwójna kobiet (W2x) – konkurencja rozgrywana podczas Mistrzostw Świata w Wioślarstwie 2009 w Poznaniu między 23 a 30 sierpnia na Torze Regatowym Malta.

## Harmonogram konkurencji
Wszystkie godziny w czasie letnim (UTC+2)
| Godzina                     | Wydarzenie  | Runda         |
| --------------------------- | ----------- | ------------- |
| Niedziela, 23 sierpnia 2009 | 11:18-11:36 | Eliminacje    |
| Wtorek, 25 sierpnia 2009    | 12:00-12:06 | Repasaże      |
| Czwartek, 27 sierpnia 2009  | 14:05-14:21 | Półfinały A/B |
| Sobota, 29 sierpnia 2009    | 15:00-15:06 | Finał B       |
| Sobota, 29 sierpnia 2009    | 12:03-12:09 | Finał A       |

## Medaliści
| Złoto                                          | Srebro                                            | Brąz                                         |
| Polska · Magdalena Fularczyk · Julia Michalska | Wielka Brytania · Anna Bebington · Annabel Vernon | Bułgaria · Rumjana Nejkowa · Miglena Markowa |

## Wyniki

### Eliminacje
Reguła kwalifikacji: 1-3 → PA/B, 4.. → R

#### Eliminacje 1
| Miejsce | Zawodnik                                 | Kraj            | Czas    | Uwagi |
| ------- | ---------------------------------------- | --------------- | ------- | ----- |
| 1       | Anna Bebington Annabel Vernon            | Wielka Brytania | 7:07,52 | PA/B  |
| 2       | Rumjana Nejkowa Miglena Markowa          | Bułgaria        | 7:12,74 | PA/B  |
| 3       | Sanna Stén Minna Nieminen                | Finlandia       | 7:14,22 | PA/B  |
| 4       | Kaciaryna Szlupska Nastaśsia Fadziejenka | Białoruś        | 7:24,19 | R     |
| 5       | Lina Šaltytė Gabrielė Albertavičiūtė     | Litwa           | 7:27,61 | R     |

#### Eliminacje 2
| Miejsce | Zawodnik                          | Kraj              | Czas    | Uwagi |
| ------- | --------------------------------- | ----------------- | ------- | ----- |
| 1       | Sally Kehoe Philippa Savage       | Australia         | 7:04,71 | PA/B  |
| 2       | Megan Kalmoe Ellen Tomek          | Stany Zjednoczone | 7:07,18 | PA/B  |
| 3       | Sophie Dunsing Tina Manker        | Niemcy            | 7:11,43 | PA/B  |
| 4       | Natalija Ryżkowa Natalija Lalczuk | Ukraina           | 7:19,87 | R     |

#### Eliminacje 3
| Miejsce | Zawodnik                            | Kraj          | Czas    | Uwagi |
| ------- | ----------------------------------- | ------------- | ------- | ----- |
| 1       | Magdalena Fularczyk Julia Michalska | Polska        | 7:05,24 | PA/B  |
| 2       | Jitka Antošová Lenka Antošová       | Czechy        | 7:09,88 | PA/B  |
| 3       | Anna Reymer Paula Twining           | Nowa Zelandia | 7:13,97 | PA/B  |
| 4       | Fie Graugaard-Udby Lea Jakobsen     | Dania         | 7:20,43 | R     |

### Repasaże
Reguła kwalifikacji: 1-3 → PA/B, 4... → FC
| Miejsce | Zawodnik                                 | Kraj     | Czas    | Uwagi |
| ------- | ---------------------------------------- | -------- | ------- | ----- |
| 1       | Natalija Ryżkowa Natalija Lalczuk        | Ukraina  | 7:33,55 | PA/B  |
| 2       | Fie Graugaard-Udby Lea Jakobsen          | Dania    | 7:35,53 | PA/B  |
| 3       | Kaciaryna Szlupska Nastaśsia Fadziejenka | Białoruś | 7:38,08 | PA/B  |
| 4       | Lina Šaltytė Gabrielė Albertavičiūtė     | Litwa    | 7:46,44 |       |

### Półfinały A/B
Reguła kwalifikacji: 1-3 → FA, 4... → FB

#### Półfinały A/B 1
| Miejsce | Zawodnik                                 | Kraj            | Czas    | Uwagi |
| ------- | ---------------------------------------- | --------------- | ------- | ----- |
| 1       | Anna Bebington Annabel Vernon            | Wielka Brytania | 6:55,08 | FA    |
| 2       | Sally Kehoe Philippa Savage              | Australia       | 6:56,09 | FA    |
| 3       | Jitka Antošová Lenka Antošová            | Czechy          | 6:56,98 | FA    |
| 4       | Sophie Dunsing Tina Manker               | Niemcy          | 6:57,17 | FB    |
| 5       | Natalija Ryżkowa Natalija Lalczuk        | Ukraina         | 7:10,18 | FB    |
| 6       | Kaciaryna Szlupska Nastaśsia Fadziejenka | Białoruś        | 7:15,70 | FB    |

#### Półfinały A/B 2
| Miejsce | Zawodnik                            | Kraj              | Czas    | Uwagi |
| ------- | ----------------------------------- | ----------------- | ------- | ----- |
| 1       | Magdalena Fularczyk Julia Michalska | Polska            | 6:57,76 | FA    |
| 2       | Megan Kalmoe Ellen Tomek            | Stany Zjednoczone | 7:00,81 | FA    |
| 3       | Rumjana Nejkowa Miglena Markowa     | Bułgaria          | 7:03,73 | FA    |
| 4       | Anna Reymer Paula Twining           | Nowa Zelandia     | 7:07,18 | FB    |
| 5       | Sanna Stén Minna Nieminen           | Finlandia         | 7:08,22 | FB    |
| 6       | Fie Graugaard-Udby Lea Jakobsen     | Dania             | 7:13,52 | FB    |

### Finał B
| Miejsce | Zawodnik                                 | Kraj          | Czas    | Uwagi |
| ------- | ---------------------------------------- | ------------- | ------- | ----- |
| 1       | Anna Reymer Paula Twining                | Nowa Zelandia | 6:58,70 |       |
| 2       | Sophie Dunsing Tina Manker               | Niemcy        | 6:58,82 |       |
| 3       | Sanna Stén Minna Nieminen                | Finlandia     | 6:59,51 |       |
| 4       | Fie Graugaard-Udby Lea Jakobsen          | Dania         | 7:03,49 |       |
| 5       | Natalija Ryżkowa Natalija Lalczuk        | Ukraina       | 7:04,17 |       |
| 6       | Kaciaryna Szlupska Nastaśsia Fadziejenka | Białoruś      | 7:08,11 |       |

### Finał A
| Miejsce | Zawodnik                            | Kraj              | Czas    | Uwagi |
| ------- | ----------------------------------- | ----------------- | ------- | ----- |
|         | Magdalena Fularczyk Julia Michalska | Polska            | 6:47,18 |       |
|         | Anna Bebington Annabel Vernon       | Wielka Brytania   | 6:48,82 |       |
|         | Rumjana Nejkowa Miglena Markowa     | Bułgaria          | 6:50,16 |       |
| 4       | Sally Kehoe Philippa Savage         | Australia         | 6:52,18 |       |
| 5       | Jitka Antošová Lenka Antošová       | Czechy            | 6:53,48 |       |
| 6       | Megan Kalmoe Ellen Tomek            | Stany Zjednoczone | 6:54,16 |       |